# Слобідка-Рихтівська
Слобідка-Рихтівська — село в Україні, у Жванецькій сільській громаді Кам'янець-Подільського району Хмельницької області.

## Назва
Назва походить від сусіднього села Рихта, як його виселок, тобто «Слобідка» — у Східній Європі XVI—XVIII століття різновид поселення-колонії або новозасноване поселення.

## Географія
Слобідка-Рихтівська — село на Кам'янеччині, яке лежить біля села Рихта, за 18 кілометрів автодорогами від Кам'янця-Подільського, на південному заході району. Східна частина села, що межує з річкою Жванчик, називається Морозовим.

### Клімат
Слобідка-Рихтівська знаходяться в межах вологого континентального клімату із теплим літом, у так званому «теплому Поділлі». Але діяльність людини призводить до зміни клімату та глобального потепління. Місцевість має велику кількість мочарів, грунт глинистий.

## Історія
Село Слобідка-Рихтецька було засноване Стефаном Гумецьким володарем Рихти, десь на початку XVIII століття, після повторного заняття поляками Поділля в 1699 році. В 1702 році тут вже існувала церква зі священнослужителем. Оскільки село було засноване на рихтецькій землі, то й історія села та землеволодіння тісно пов'язані з Рихтою.
Церква в селі Слобідка-Рихтецька мала назву Успенська. Перша церква була зведена в 1702 році. Вона була дерев'яна, з одним куполом, крита соломою та обліплена глиною. Церква побудована селянами та за участю священника Стефана Доброшинського. Це видно з запису видатків на побудову: «Запис цей зроблений на звороті дозволу, що надав володар Рихти Стефан Гумецький на користь священника Рихтецької Слобідки Стефана Доброшинського». У 1894 році розпочато будівництво нового мурованого храму, яке завершено у 1899 році, нова церква мала п'ять бань. Її вартість на той час становила близько 25 тисяч тогочасних рублів, з яких близько 20 тисяч пожертвували парафіяни, а 3800 рублів виділив Найсвятіший Синод. Причтові приміщення побудовано поміщиком 1884 році.
До складу панських земель входили, як рихтецькі так і слобідські землі, вони були нероздільні. Також в Слобідці-Рихтецькій були свої заможні селяни, це селянка М. Т. Вуїк, яка мала 3 десятини землі. Селянська громада ж володіла 1034 десятини землі. До церкви відносились 31 десятина землі.
Школа в Слобідці-Рихтецькій з'явилася у 1860 році, церковнопарафіяльною стала з 1885 року.
Останнім власником села був пан Хмельницький.
Село було важливим пунктом підчас операції звільнення Кам'янця-Подільського армією УНР та ЗУНР. Внаслідок поразки визвольних змагань на початку XX століття, надовго окуповане російсько-більшовицькими загарбниками.
Радянська окупація принесла колективізацію та розкуркулення, мешканці села зазнали репресій. Багатьох частинах Поділля відбувались масові селянські повстання, проти радянської влади.
В 1932–1933 селяни села пережили сталінський голодомор, який забрав життя багатьох односельчан. Пам'ятаючи про трагедію, у 2007 році в селі встановили Меморіал пам'яті жертв Голодомору.
Після завершення Другої світової війни у 1946—1947 роках село вчергове пережило голодомор.
У 1951 році знесли стару кам'яну церкву, а на її місці в 60-х роках більшовики збудували «Будинок культури».
В радянські часи був створений колгосп імені Н. К. Крупської.
З 1991 року в складі незалежної України.
8 вересня 2017 року шляхом об'єднання сільських рад, село увійшло до складу Жванецької сільської громади. Об'єднання в громаду створило умови для формування ефективної і відповідальної місцевої влади, яка має забезпечити комфортне середовище для проживання людей.
Колишній орган місцевого самоуправління — Слобідсько-Рихтівська сільська рада.

## Населення
В 1820 році в Слобідці налічувалось 415 селян чоловічої статі. В 1895 році населення села становило 1624 особи, 330 дворів, на Морозові було 75 чоловік, 15 дворів.
За даними довідника «Населені місця Поділля», виданого 1925 р., в Слобідці-Рихтівській було 657 дворів, мешкали 2528 осіб, на хуторі Морозів був один двір із п'ятьма мешканцями.
За даними на 1998 року, у селі було 642 двори й мешкали 1606 осіб.
За переписом населення України 2001 року в селі мешкало 1565 осіб.
Найновіші дані на 1 січня 2016 року такі: 522 двори, 1472 мешканці, з них 424 особи пенсійного віку.

### Мова
У селі поширені західноподільська говірка та південноподільська говірка, що відносяться до подільського говору, який належить до південно-західного наріччя.
Розподіл населення за рідною мовою за даними перепису 2001 року:
| Мова       | Відсоток |
| ---------- | -------- |
| українська | 98,69 %  |
| російська  | 0,93 %   |
| молдавська | 0,12 %   |

## Інфраструктура
Селі діє:
- Укрпошта
- Старостат
- ЗДО «Дзвіночок»
- Магазин «Лiлiя»
- Будинок культури
- Кар'єр (на південно-східній околиці)
- Слобідсько-Рихтівська загальноосвітня школа.

### Слобідсько-Рихтівська загальноосвітня школа І-ІІІ ступенів
Школа розташована у західній частині села в пристосованому приміщенні. Біля школи є великий стадіон, пришкільні науково-дослідні ділянки, гарний садок.
У школі навчається 174 учні. Педагогічний колектив укомплектовано досвідченими педагогічними кадрами у складі 27 чоловік, переважна більшість яких є її випускниками. При школі діють комп'ютерний клас, актова зала, навчальні кабінети, їдальня, введено в дію великий спортивний зал. Учні школи є постійними учасниками та неодноразовими призерами районних та обласних предметних олімпіад,  різного роду конкурсів та змагань, слухачами МАН. В позаурочний час учні поглиблюють свої знання в музичному, турисько-краєзнавчому, народознавчому та предметних гуртках. Гуртківцями створена народознавча світлиця з великою кількістю експонатів народного побуту. За останні 5 років школу закінчило 82 випускники, серед яких 6 із золотими та 4 із срібними медалями. Щороку більшість випускників школи вступає у вищі навчальні заклади, педагогічного, сільськогосподарського, медичного, технічного профілю. Тільки на даний час понад 20 випускників школи готуються стати педагогами різних спеціальностей. Серед випускників школи є також доктори, кандидати наук, багато керівників підприємств, закладів, державних службовців, викладачів вищих навчальних закладів різних рівнів акредитації, лікарів, підприємців, військових офіцерів.
Щонайменше двоє з випускників після закінчення школи поступили в вищі навчальні заклади за кордоном.

## Спорт
Певний період селі функціонувала аматорська футбольна команда «Октава» (Слобідка-Рихтівська), яка мала гарні результати на рівні області. Так, команда двічі ставала фіналістом кубка Хмельницької області з футболу серед аматорських команд (2010, 2011).

## Відомі люди

### Народились
- Степанков Валерій Степанович — український історик, доктор історичних наук, професор.

### Проживали, перебували
- Шепченко Петро Дмитрович — український лікар-хірург, активний діяч «Просвіти», в 1908—1909 роках земський лікар Слобідки Рихтівської.
- Недря Тетяна Володимирівна — український краєзнавець, розробила маршрут Княгинин — Нагоряни — Слобідка-Рихтівська — Рихта.
- Тимків Іван Михайлович — український військовослужбовець, учасник російсько-української війни.[5]

## Охорона природи
Село лежить у межах національного природного парку «Подільські Товтри».

## Галерея

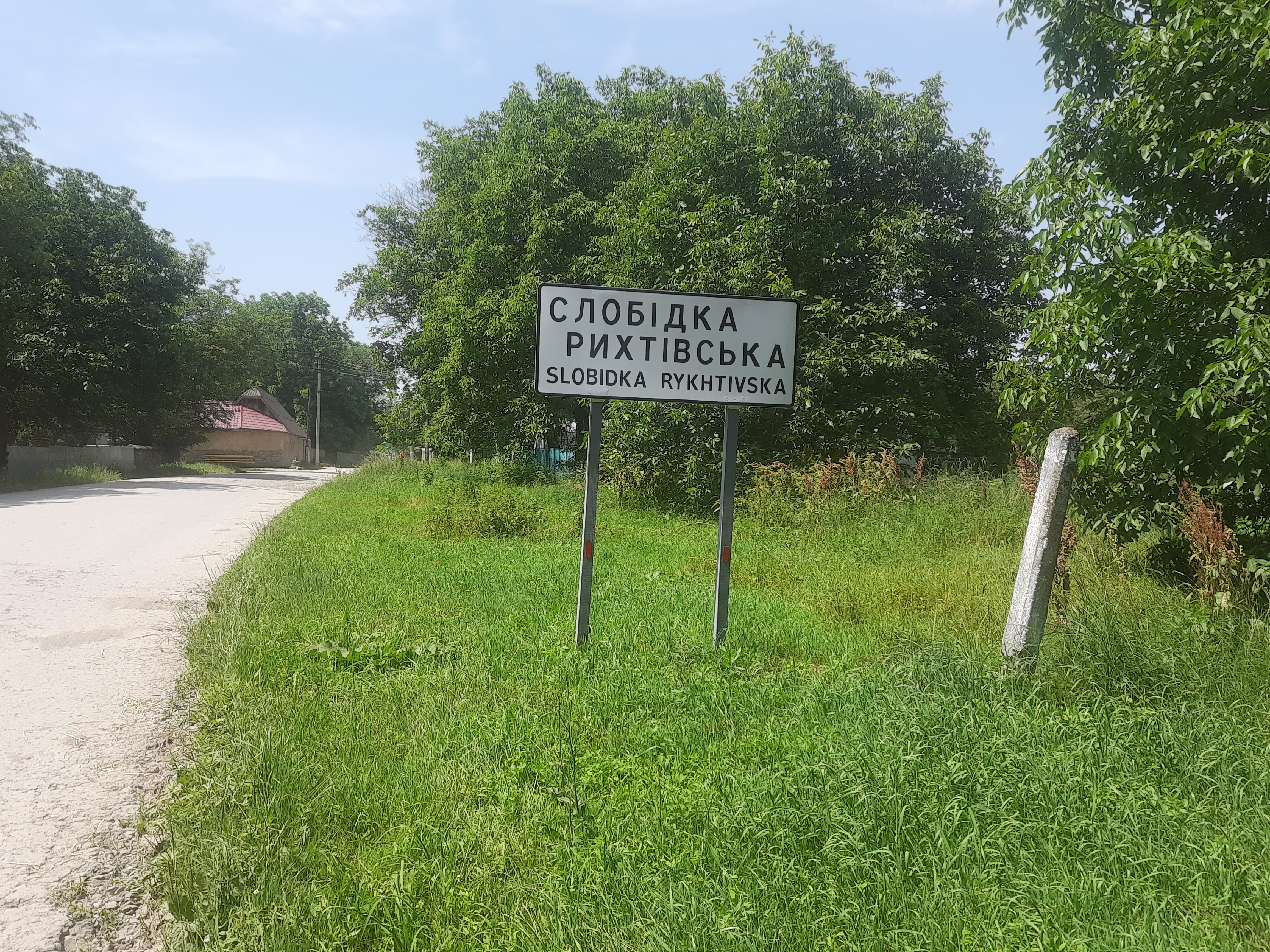
В'їзд у село
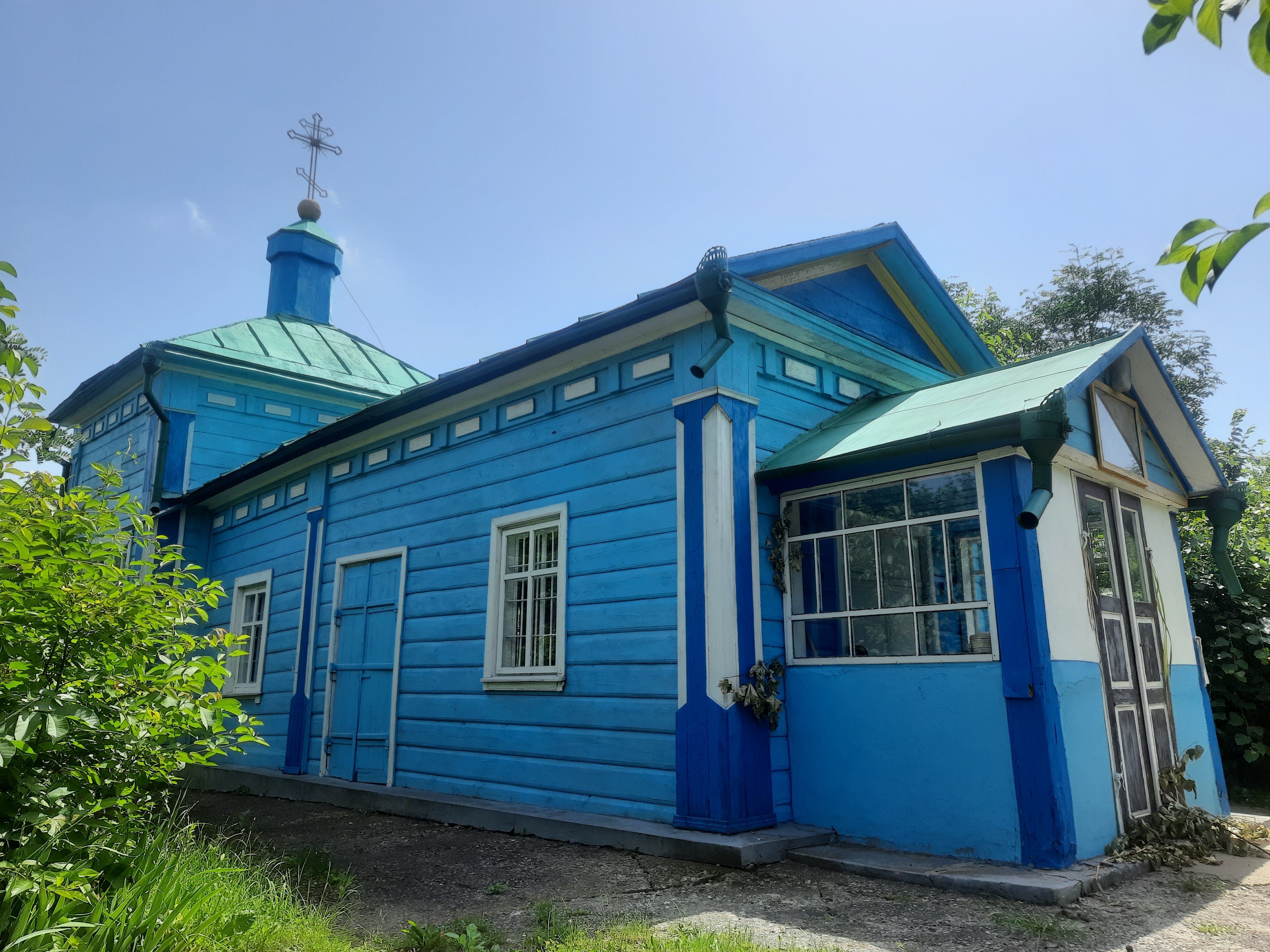
Успенська церква 1896р
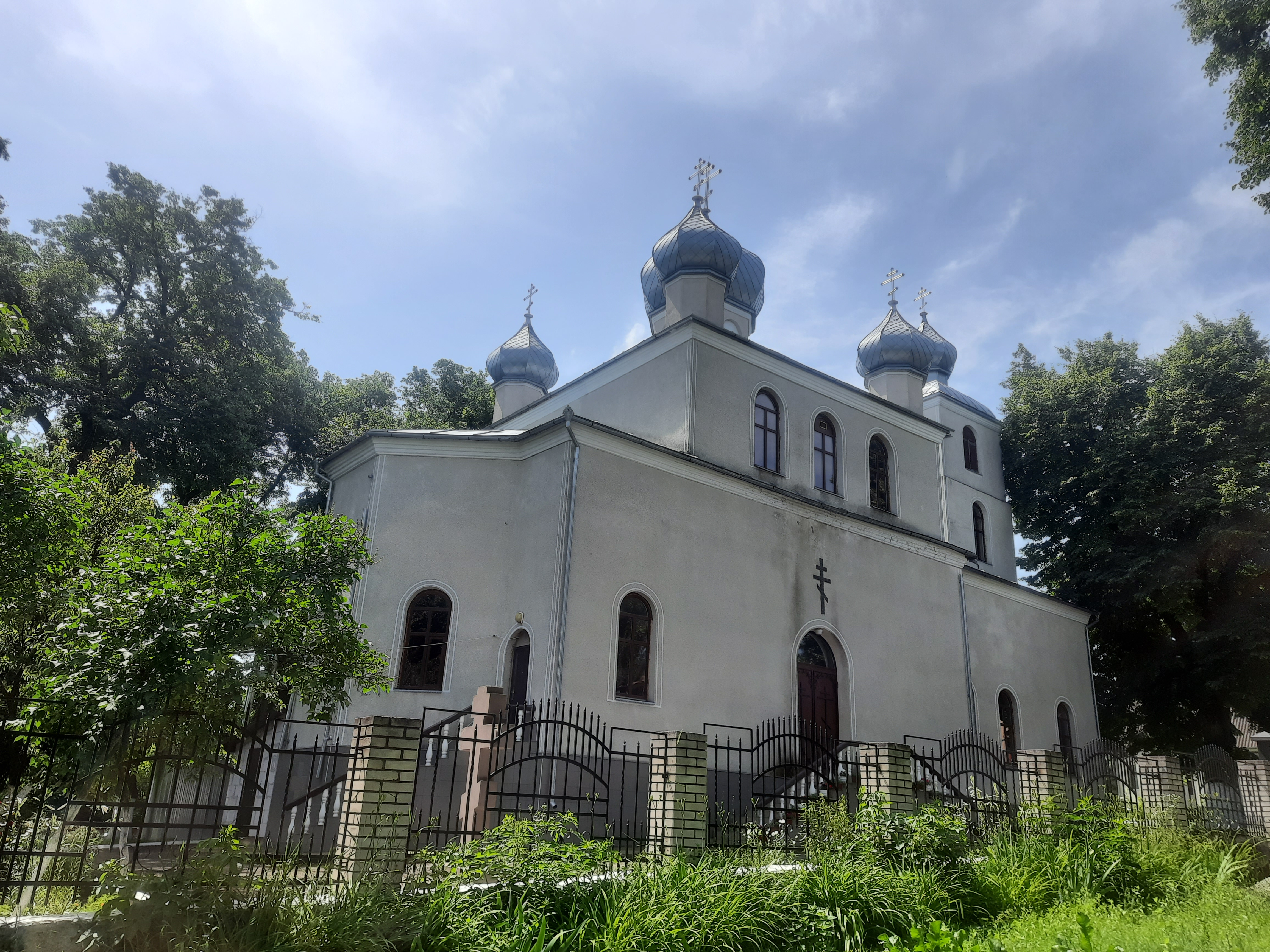
Нова церква
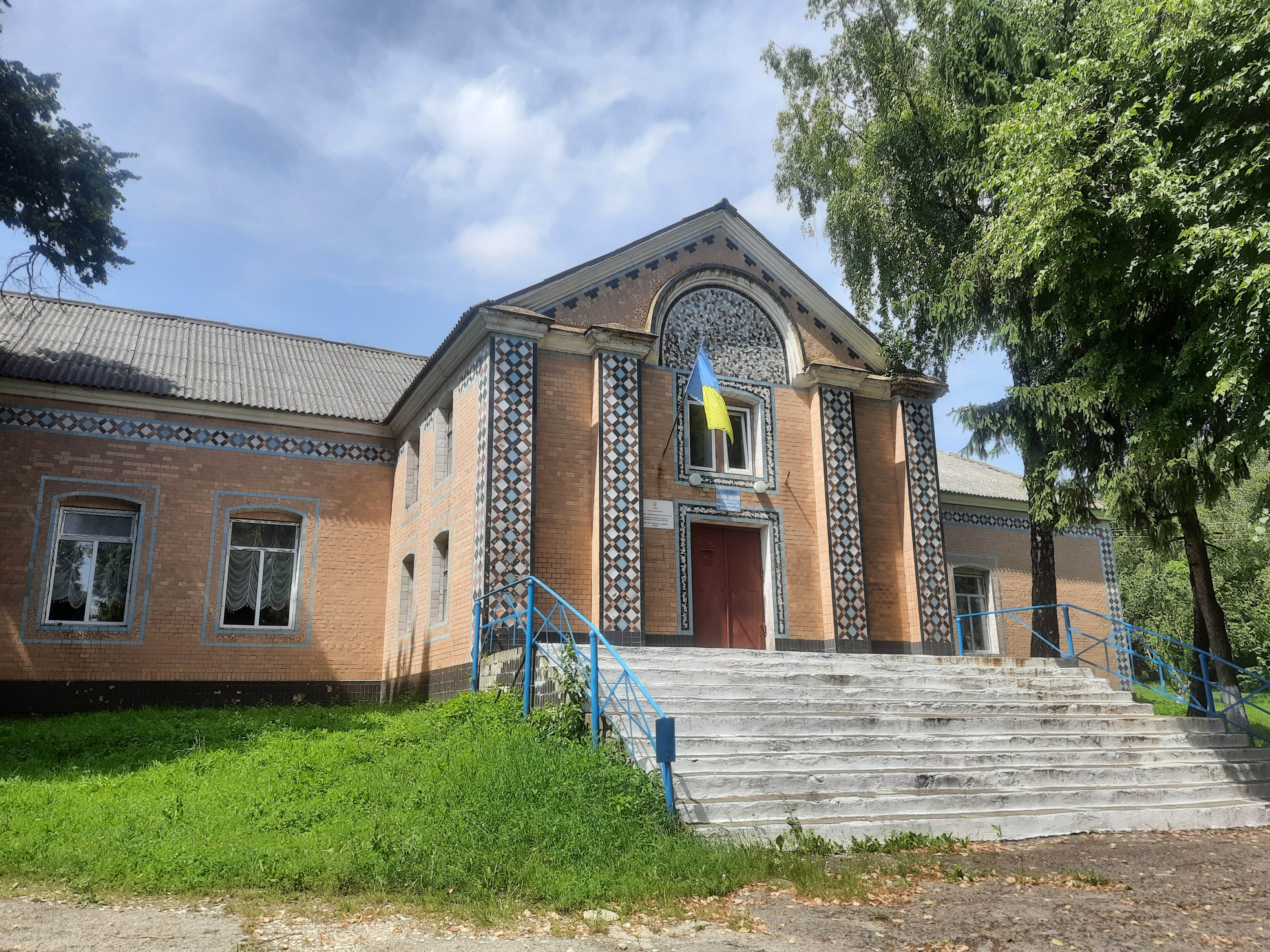
Будинок культури
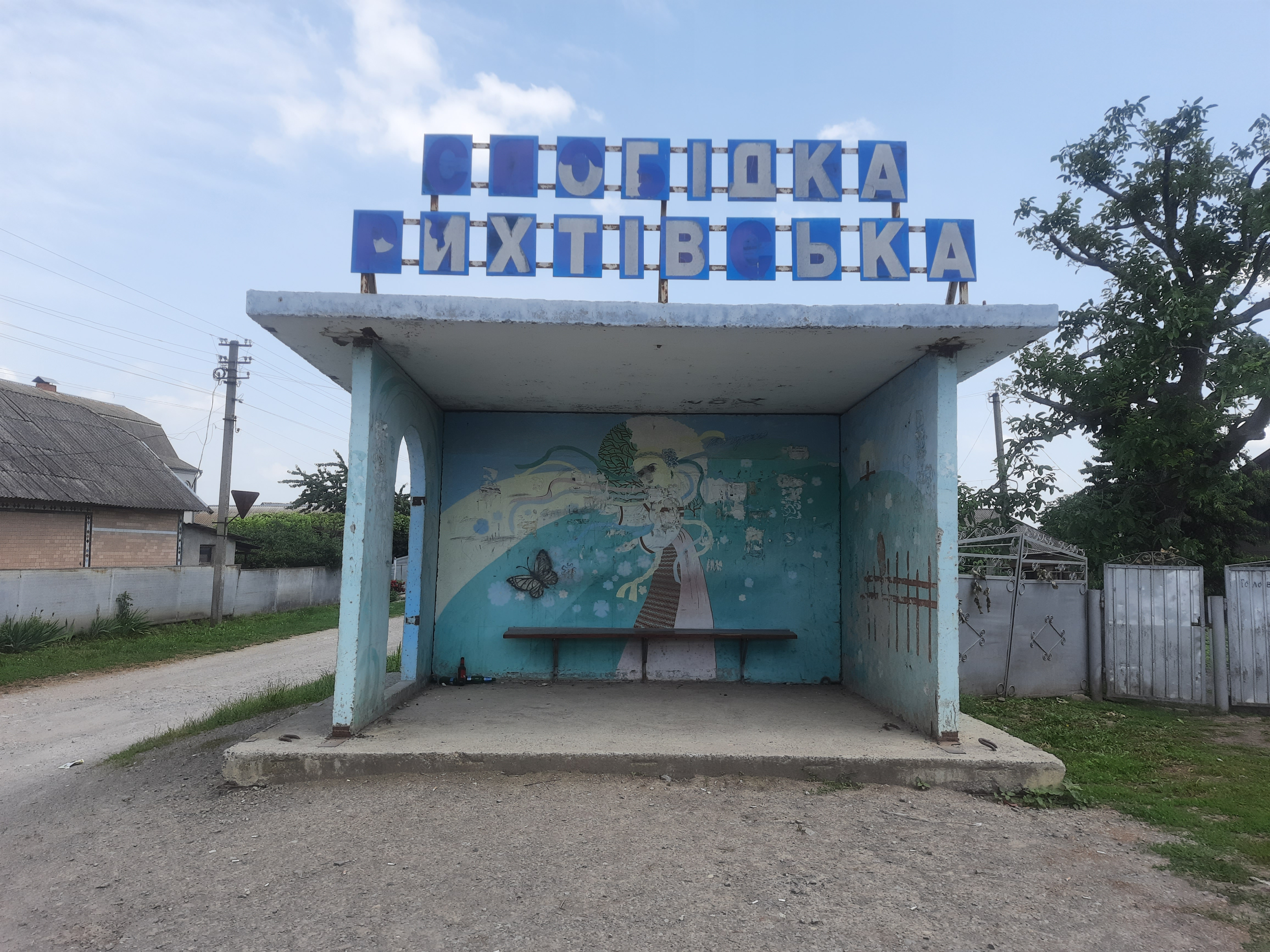
Автобусна зупинка